# Magazine Dreams
Magazine Dreams ist ein US-amerikanischer Spielfilm von Elijah Bynum aus dem Jahr 2023. Das Drama handelt von einem afroamerikanischen Bodybuilder, der darum kämpft, soziale Beziehungen aufzubauen. Die Hauptrolle übernahm Jonathan Majors.
Die Uraufführung des Films fand im Januar 2023 beim 39. Sundance Film Festival statt, wo das Werk in den US-amerikanischen Spielfilmwettbewerb eingeladen wurde.

## Handlung
Der afroamerikanische Amateur-Bodybuilder Killian kämpft darum, soziale Beziehungen aufzubauen. Er träumt von einer erfolgreichen Karriere in der Bodybuilding-Szene. Gleichzeitig hat er Schwierigkeiten, sein unberechenbares Temperament in Zaum zu halten. Killian lebt bei seinem kranken Großvater, einem ehemaligen Veteranen. Zwischen gerichtlich angeordneten Therapiestunden und der Teilzeitarbeit in einem Lebensmittelgeschäft, stählt er regelmäßig seinen Körper. Er verliebt sich auf Arbeit in eine ihm freundlich begegnende Kassiererin. Gleichzeitig raten ihm die Ärzte, mit dem Bodybuilding aufzuhören, da der damit seinem Körper dauerhaften Schaden zufügen könnte. Sein unermüdlicher Drang nach Anerkennung droht Killian in den Abgrund zu stürzen.

## Hintergrund
Es handelt sich um den zweiten Spielfilm des afroamerikanischen Regisseurs und Drehbuchautors Elijah Bynum nach Hot Summer Nights (2017). Sein Skript war im Jahr 2020 in der Blacklist der besten unverfilmten Ideen Hollywoods gelistet. Die Hauptrolle übernahm Jonathan Majors.

## Veröffentlichung und Rezeption

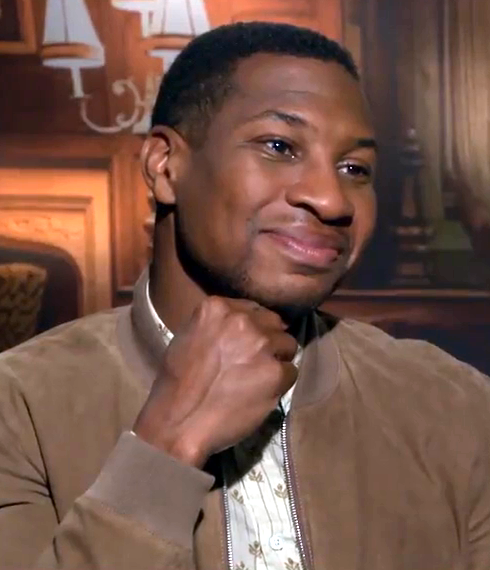
Hauptdarsteller Jonathan Majors erhielt viel Kritikerlob für seine Darstellung des Bodybuilders Killian

Nach seiner Weltpremiere am 21. Januar 2023 beim 39. Sundance Film Festival fand Magazine Dreams Anklang bei der englischsprachigen Filmkritik. Auf der Website Rotten Tomatoes erhielt das Werk bislang unter 84 Prozent von über 90 Kritikern Zuspruch. Das Fazit der Seite lautet, dass die dramatische Form des Films zwar „bei bestimmten Wiederholungen etwas wackelig“ wirke, „aber Jonathan Majors’ unglaublich engagierte Leistung Magazine Dreams sehenswert“ mache. Auf der Website Metacritic hält der Film eine Bewertung von 72 Prozent, basierend auf über 20 ausgewerteten englischsprachigen Kritiken. Dies entspricht allgemein positive Bewertungen („generally favorable reviews“).
Die Sundance-Festivaljury lobte den Film und sagte voraus, dass Magazine Dreams beim Publikum viele Debatten auslösen werde. „Die unerbittliche Spannung dieses immersiven Films, die durch die rigorose Verbindung von Licht, Kamerabewegung, Ton und einer überwältigenden Leistung erreicht wurde, hat uns alle verstört, aber fasziniert“, so die Jurybegründung für den später vergebenen Kreativpreis.

## Auszeichnungen
Magazine Dreams erhielt beim Sundance Film Festival 2023 eine Einladung in den Wettbewerb um den Großen Preis der Jury für den besten amerikanischen Spielfilm. Dort erhielt das Kreativteam hinter dem Film den U.S. Dramatic Special Jury Award: Creative Vision.
Der Branchendienst Variety nahm Regisseur Bynum noch vor der eigentlichen Filmpremiere in seine Liste der „10 Directors to Watch“ für das Jahr 2023 auf.